# Ascodesmis obristii
Ascodesmis obristii är en svampart som beskrevs av Currah 1986. Ascodesmis obristii ingår i släktet Ascodesmis och familjen Ascodesmidaceae.   Inga underarter finns listade i Catalogue of Life.